# Ḫāʾ
Ḫāʾ (خ) – siódma litera alfabetu arabskiego. Używana jest do oznaczenia dźwięku [x], tj. spółgłoski szczelinowej miękkopodniebiennej bezdźwięcznej. Pochodzi od arabskiej litery ح.
W języku polskim litera Ḫāʾ jest transkrybowana za pomocą dwuznaku Ch.
W arabskim systemie liczbowym literze Ḫāʾ odpowiada liczba 600.

## Postacie litery
| Postać: | izolowana | końcowa | środkowa | początkowa |
| ------- | --------- | ------- | -------- | ---------- |
| Wygląd: | خ‬         | ـخ‬      | ـخـ‬      | خـ‬         |

## Kodowanie
| Znak                   | خ                  | خ                  |
| ---------------------- | ------------------ | ------------------ |
| Nazwa w Unikodzie      | Arabic Letter Khah | Arabic Letter Khah |
| Kodowanie              | dziesiątkowo       | szesnastkowo       |
| Unicode                | 1582               | U+062E             |
| UTF-8                  | 216 174            | d8 ae              |
| Odwołania znakowe SGML | &#1582;            | &#x062E;           |